# 劉遵
劉遵（488年—535年），字孝陵，彭城安上里人，南梁官员。
劉遵的祖父是劉宋司空劉勔，父親南齊太常劉悛，兄弟劉孺、劉覽。劉遵年少端莊，有學問品德，擅長寫文章，從著作郎、太子舍人起家，遷任晉安王蕭綱的宣惠、雲麾二府記室，獲得敬重，轉任南徐州治中；之後蕭綱任職雍州刺史，引用他為安北諮議參軍，帶任邔縣縣令。中大通二年（530年），梁武帝立蕭綱為皇太子，劉遵除授中庶子，他跟隨蕭綱自藩國到東宮，因為舊恩得到寵遇，其他人都及不上他。大同元年（535年）他在任內去世，蕭綱十分可惜，與他的堂兄劉孝儀說下許多懷念他的話。

## 引用
1. ↑  《廣弘明集》卷二十：梁元帝《法寶聯璧序》：“中庶子彭城劉遵年四十七字孝陵”
2. 1 2 3  《梁書·卷四十一·列傳第三十》：劉孺字孝稚，彭城安上里人也。祖勔，宋司空忠昭公。父悛，齊太常敬子。……遵字孝陵。少清雅，有學行，工屬文。起家著作郎、太子舍人，累遷晉安王宣惠、雲麾二府記室，甚見賓禮，轉南徐州治中。王后爲雍州，復引爲安北諮議參軍，帶邔縣令。
3. 1 2 3  《南史·卷三十九·列傳第二十九》：（劉悛）子孺字季幼……孺弟覽。……覽弟遵。遵字孝陵，少清雅有學行，工屬文。為晉安王綱宣惠、雲麾二府記室，甚見賓禮。
4. ↑  《梁書·卷四十一·列傳第三十》：中大通二年，王立爲皇太子，仍除中庶子。遵自隨籓及在東宮，以舊恩，偏蒙寵遇，同時莫及。大同元年，卒官。皇太子深悼惜之，與遵從兄陽羨令孝儀令曰：賢從中庶，奄至殞逝，痛可言乎！其孝友淳深，立身貞固；內含玉潤，外表瀾清。美譽嘉聲，流于士友；言行相符，終始如一。文史該富，琬琰爲心；辭章博贍，玄黃成采。旣以鳴謙表性，又以難進自居，未嘗造請公卿，締交榮利。是以新遝莫之舉，社武弗之知。自阮放之官，野王之職，棲遲門下，已逾五載；同僚已陟，後進多升，而怡然清靜，不以少多爲念。確爾之志，亦何易得？西河觀寶，東江獨步，書籍所載，必不是過。吾昔在漢南，連翩書記，及忝硃方，從容坐首。良辰美景，清風月夜，鷁舟乍動，硃鷺徐鳴，未嘗一日而不追隨，一時而不會遇。酒蘭耳熱，言志賦詩，校覆忠賢，榷揚文史，益者三友，此實其人。及弘道下邑，未申善政，而能使民結去思，野多馴雉，此亦威鳳一羽，足以驗其五德。比在春坊，載獲申晤，博望無通賓之務，司成多節文之科。所賴故人，時相媲偶；而此子溘然，實可嗟痛。「惟與善人」，此爲虛說；天之報施，豈若此乎！想卿痛悼之誠，亦當何已。往矣奈何，投筆惻愴。吾昨欲爲志銘，並爲撰集。吾之劣薄，其生也不能揄揚吹歔，使得騁其才用，今者爲銘爲集，何益旣往？故爲痛惜之情，不能已已耳。
5. ↑  《南史·卷六十二·列傳第五十二》：王立為皇太子，仍除中庶子。遵自隨蕃及在東宮，以舊恩偏蒙寵遇，時輩莫及。卒官，皇太子深悼惜之，與遵從兄陽羨令孝儀令曰：「賢從弟中庶奄至殞逝，痛可言乎。其孝友淳深，立身貞固，內含玉潤，外表瀾清，言行相符，終始如一。文史該富，琬琰為心，辭章博贍，玄黃成采。既以鳴謙表性，又以難進自居。吾昔在漢南，連翩書記；及忝朱方，從容坐首。鷁舟乍動，朱鷺徐鳴，未嘗一日而不追隨，一時而不會遇。益者三友，此實其人。及弘道下邑，未申善政，而能使人結去思，野多馴翟，此亦威鳳一羽，足以驗其五德。」其見愛賞如此。